# LEN European Cup 1990-1991
La LEN European Cup 1990-1991 è stata la ventottesima edizione del massimo trofeo continentale di pallanuoto per squadre europee di club.
Si sono qualificate alla fase finale otto formazioni, affrontatesi in gare a eliminazione diretta a partire dai quarti di finale.
I detentori del Mladost Zagabria sono diventati campioni d'Europa per la sesta volta, battendo in finale la Canottieri Napoli.

## Quarti di finale
| Qualificate         |                   |
| - Canottieri Napoli | - Marsiglia       |
| - CSK VMF Mosca     | - Mladost         |
| - Glyfádas          | - Polar Bears Ede |
| - Lokomotiv Sofia   | - Spandau         |

| Andata | Andata                        | Andata |
| Data   | Gara                          | Ris.   |
| ------ | ----------------------------- | ------ |
| ?      | Glyfádas - CSK VMF Mosca      | 7-7    |
| ?      | Marsiglia - Canottieri Napoli | 12-8   |
| ?      | Mladost - Polar Bears Ede     | 8-6    |
| ?      | Spandau - Lokomotiv Sofia     | 13-9   |

| Ritorno | Ritorno                       | Ritorno | Ritorno |
| Data    | Gara                          | Ris.    | Tot.    |
| ------- | ----------------------------- | ------- | ------- |
| ?       | CSK VMF Mosca - Glyfádas      | 14-3    | 21-10   |
| ?       | Canottieri Napoli - Marsiglia | 12-5    | 20-17   |
| ?       | Polar Bears Ede - Mladost     | 10-9    | 16-17   |
| ?       | Lokomotiv Sofia - Spandau     | 10-10   | 19-23   |

## Semifinali
| Andata | Andata                      | Andata |
| Data   | Gara                        | Ris.   |
| ------ | --------------------------- | ------ |
| ?      | Mladost - CSK VMF Mosca     | 10-9   |
| ?      | Spandau - Canottieri Napoli | 8-9    |

| Ritorno | Ritorno                     | Ritorno | Ritorno |
| Data    | Gara                        | Ris.    | Tot.    |
| ------- | --------------------------- | ------- | ------- |
| ?       | CSK VMF Mosca - Mladost     | 6-9     | 15-19   |
| ?       | Canottieri Napoli - Spandau | 10-7    | 19-15   |

## Finale
| Andata | Andata                      | Andata |
| Data   | Gara                        | Ris.   |
| ------ | --------------------------- | ------ |
| ?      | Mladost - Canottieri Napoli | 10-7   |

| Ritorno | Ritorno                     | Ritorno | Ritorno |
| Data    | Gara                        | Ris.    | Tot.    |
| ------- | --------------------------- | ------- | ------- |
| ?       | Canottieri Napoli - Mladost | 10-11   | 17-21   |

### Campioni
- Mladost Campione d'Europa:

Andrija Popović, Dubravko Šimenc, Igor Milanović, Mladen Erjavec, Perica Bukić, Ladislav Vidumansky, Josip Vezjak, Damir Vincek, Milorad Damjanić, Krešimir Rukavina, Mladen Miškulin, Ratko Štritof, Dario Kobeščak, Tomaž Lašič.

## Fonti
- (EN)  LEN, The Dalekovod Final Four - Book of Champions 2011, 2011 (versione digitale)